# R.I.P. (пісня Софії Реєс)
«R.I.P.» — пісня мексиканської співачки Софії Реєс, за участі британської співачки Ріти Ори та бразильської співачки Anitta. Пісня була випущена 15 березня 2019 під лейблом Warner Music Latina разом із кліпом.

## Чарти
| Чарт (2019)                           | Найвища позиція |
| ------------------------------------- | --------------- |
| Колумбія (National-Report)            | 87              |
| Чехія (Singles Digitál Top 100)       | 85              |
| Еквадор (National Report)             | 58              |
| Ірландія (IRMA)                       | 74              |
| New Zealand Hot Singles (RMNZ)        | 7               |
| Словаччина (Singles Digitál Top 100)  | 43              |
| Іспанія (PROMUSICAE)                  | 63              |
| Sweden Heatseeker (Sverigetopplistan) | 5               |
| Швейцарія (Media Control AG)          | 56              |
| США (Hot Latin Songs) (Billboard)     | 19              |
| Венесуела (National Report)           | 27              |